# Erik Dalberg (politiker)
Erik Dalberg, född 23 juli 1869 i Svärdsjö församling, död 13 juni 1945 i Borlänge. Bankkontrollör, ombudsman och politiker (socialdemokrat).
Dalberg var ledamot av första kammaren 1915-1935, invald i Kopparbergs läns valkrets.